# Sappeur

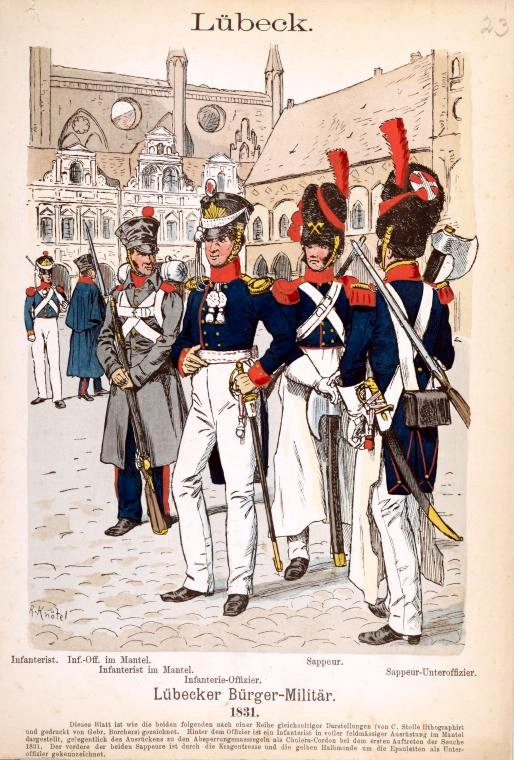
Sappeure der Lübecker Bürgergarde (rechts, mit Pelzmützen)

Ein Sappeur (von französisch sapeur, ‚Steinhauer‘, auch zu ital. zappa ‚Hacke‘, vergl. Sapie, Zapin) war ein Belagerungspionier oder Truppenhandwerker.
In der Schweizer Armee und der British Army hält sich „Sappeur“ bzw. „Sapper“ als Begriff bis heute.

## Etymologie und Aufgabenbereiche
Ursprünglich betraut mit dem Bau von Sappen, das sind Lauf- und Annäherungsgräben vor feindlichen Stellungen und Festungen, prädestinierte sie ihr handwerkliches Können auch für das Fällen von Bäumen, die Beseitigung von Hindernissen, Beschaffung von Schanzpfählen und beim Biwak- und Lagerbau. Zu unterscheiden sind die als Sappeure bezeichneten Regimentszimmerleute der Infanterie und Kavallerie von den in eigenen Verbänden zusammengefassten Sappeuren, aus denen sich gemeinsam mit Ingenieurkorps, Mineuren und Pontonieren im 19. Jahrhundert die Pioniertruppe entwickelte.

## Regimentszimmerleute

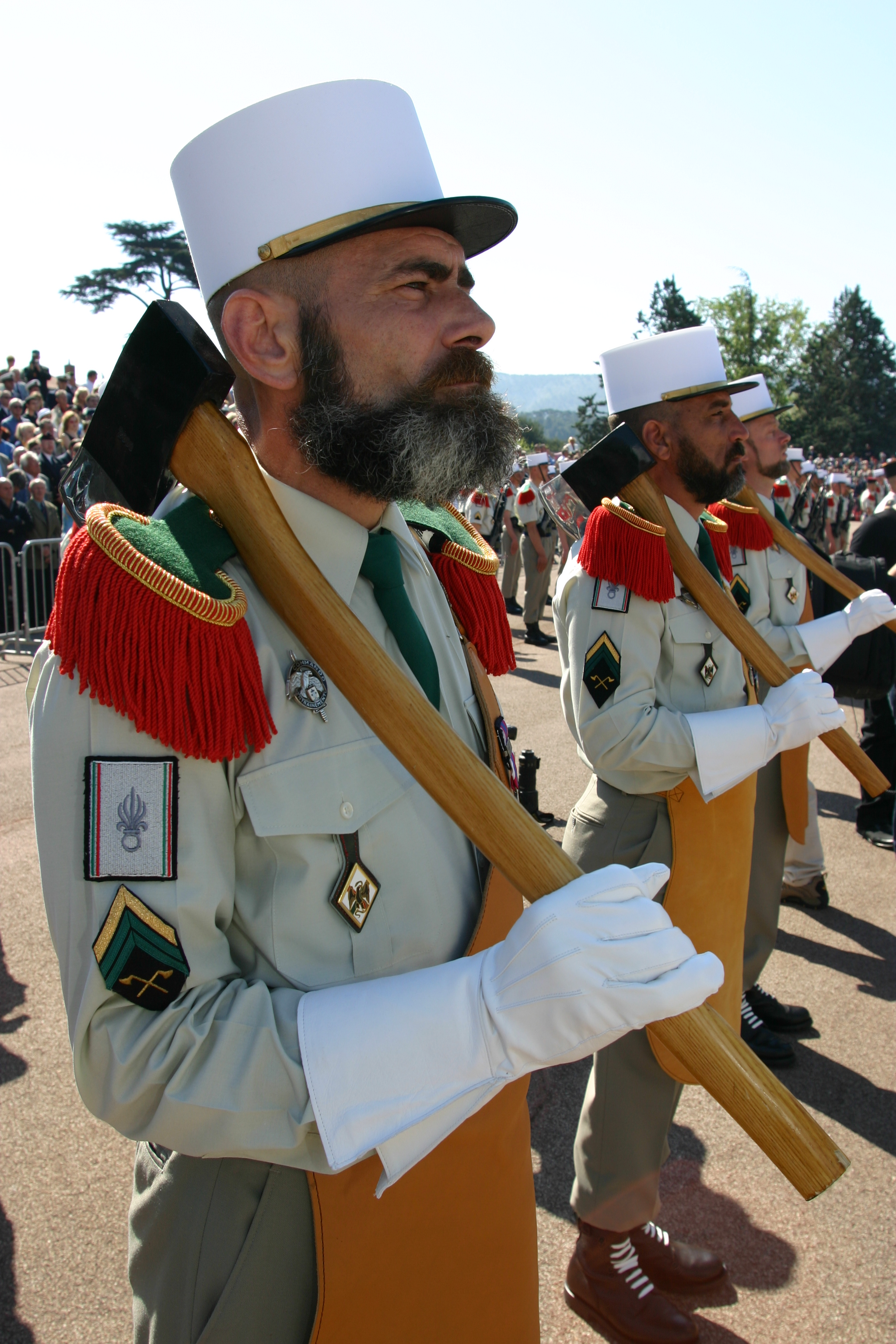
Sappeure der Fremdenlegion mit Äxten, Handschuhen, Lederschürzen und den traditionellen Vollbärten bei einer Parade

Unter den kräftigsten und handwerklich geschicktesten Soldaten eines Regiments der Infanterie (im napoleonischen Frankreich und einigen anderen Staaten auch bei Teilen der Kavallerie) wählte man zwei bis vier Soldaten als Zimmerleute aus. Auf dem Marsch gingen die Sappeure an der Regimentsspitze, um querliegende Bäume und andere Hindernisse beseitigen zu können.
Sie erhielten dafür neben ihrer normalen Bewaffnung eine langstielige Axt, die auch zum Nahkampf eingesetzt werden konnte und auf dem Marsch in einem Lederfutteral über der linken Schulter getragen wurde. Oft wurde ein lederner Arbeitsschurz mit Hüftkoppel getragen. Da die Sappeure meist den Grenadierkompanien zugeordnet waren, trugen sie auch deren spezielle Grenadiermütze. Sie behielten diese Pelzmützen als besondere Auszeichnungen meist auch noch, als diese bei den Grenadieren in der Regel durch den Tschako ersetzt wurden. Insbesondere im Frankreich des Ersten und Zweiten Kaiserreichs waren Vollbärte für Sappeure vorgeschrieben, während der Rest der Armee keine Bärte oder Oberlippenbärte zu tragen hatte. Oft wurden Fachabzeichen getragen, z. B. bei der Linieninfanterie Napoleons zwei gekreuzte rote Äxte auf dem rechten Oberarm. Mit der Vermehrung der Pioniertruppen und der Ausgabe leichten Schanzzeuges an alle Soldaten verschwanden diese militärischen Spezialisten weitgehend aus den Armeen, aber mancherorts wird ihre Tradition aktiv gepflegt. So führen noch heute bei der Parade zum 14. Juli in Frankreich axtbewehrte, bärtige Sappeure mit ledernen Arbeitsschürzen das Kontingent der Fremdenlegion an. In Deutschland pflegen private, sogenannte Sappeurzüge diese Tradition (ähnlich den Schützenvereinen oder Gebirgsschützen).

## Selbständige Sappeureinheiten
Da für größere Belagerungs- und Schanzarbeiten Regimentszimmerleute nicht ausreichten und zu ihrer Unterstützung abkommandierte Infanteristen oder geworbene bzw. zwangsverpflichtete Zivilarbeiter sich als ungeeignet und/oder unzuverlässig herausstellten, errichtete man im 18. Jahrhundert eigene Sappeureinheiten.

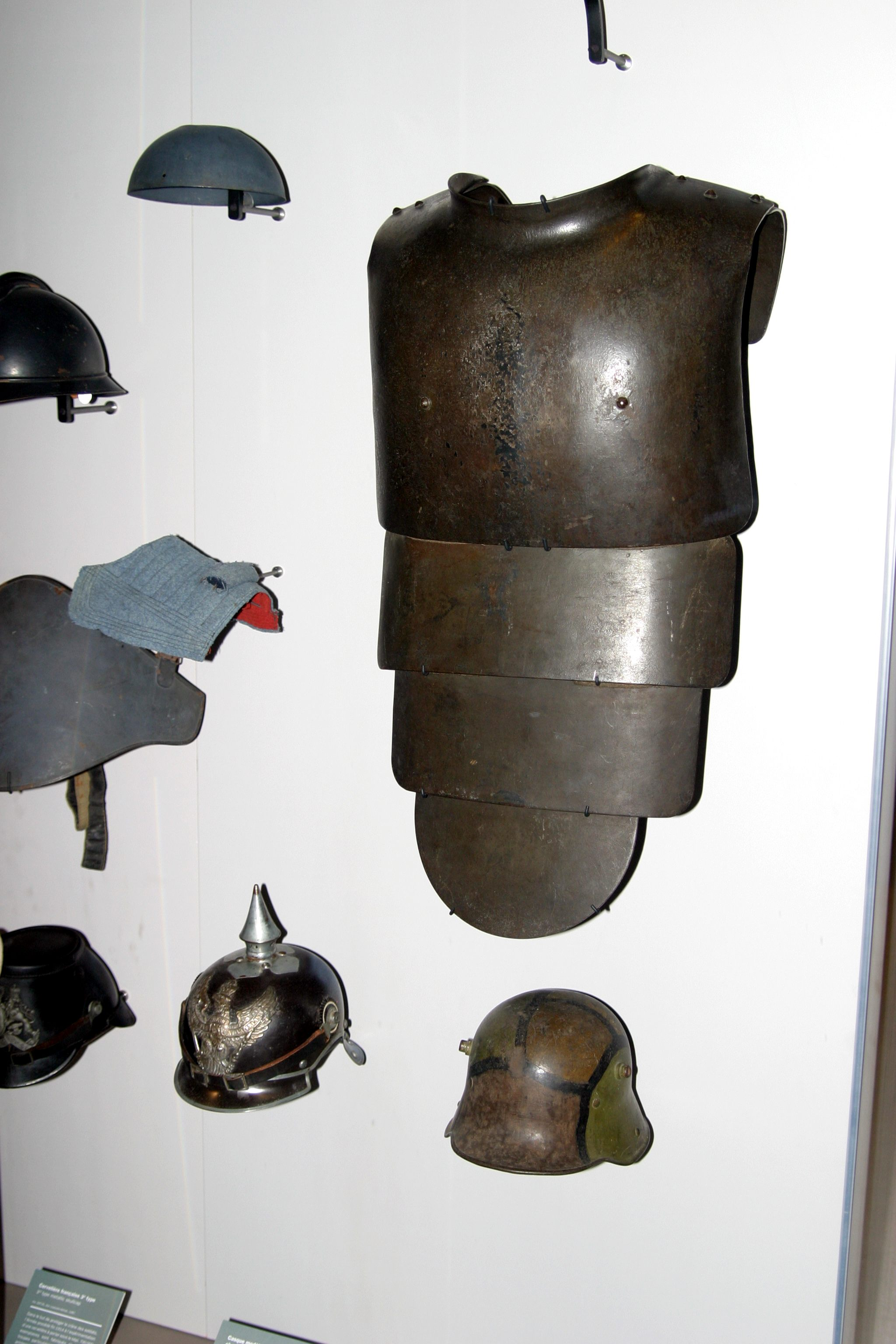
Deutscher Brustpanzer von 1917

Da die Sappeure beim Ausheben von Annäherungsgräben in die Reichweite feindlicher Schusswaffen gelangten, wurden in einigen Armeen sogenannte Sappenpanzer ausgegeben. Dieser bestand aus einem massiven Brustpanzer mit oder ohne Beintaschen und einem schweren Sappeurhelm, oft nach Art eines Savoyardenhelmes. Diese Schutzkleidung verschwand in der ersten Hälfte des 19. Jahrhunderts, tauchte aber in den Grabenkämpfen des Ersten Weltkriegs noch einmal auf. Der Brustpanzer schränkte in den Grabenkämpfen die Beweglichkeit seines Trägers stark ein.

### Preußen
In Preußen wurde mit Neuaufstellung des Heeres nach der Niederlage von 1806 eine einheitliche Pioniertruppe aufgestellt, die auch die Schanzaufgaben übernahm. Die meisten anderen Staaten folgten diesem Beispiel der Heeresreform Scharnhorsts und Gneisenaus. 

### Österreich-Ungarn
Mit der 1912 erfolgten Reorganisation der Genietruppe innerhalb der k.u.k Truppen, wurden, neben den bereits bestehenden k.u.k. Pionieren, eigenständige Bataillone der k.u.k. Sappeure gebildet. Die Pioniere besorgten bspw. den Brückenbau und den sog. Wasserdienst (Ponton-Brückenbau), die Sappeure waren für den Straßenbau, den Sprengdienst und die Unterstützung des k.u.k. Eisenbahnregiments (Bau von Eisenbahn-Behelfsbrücken) zuständig.

### Schweiz

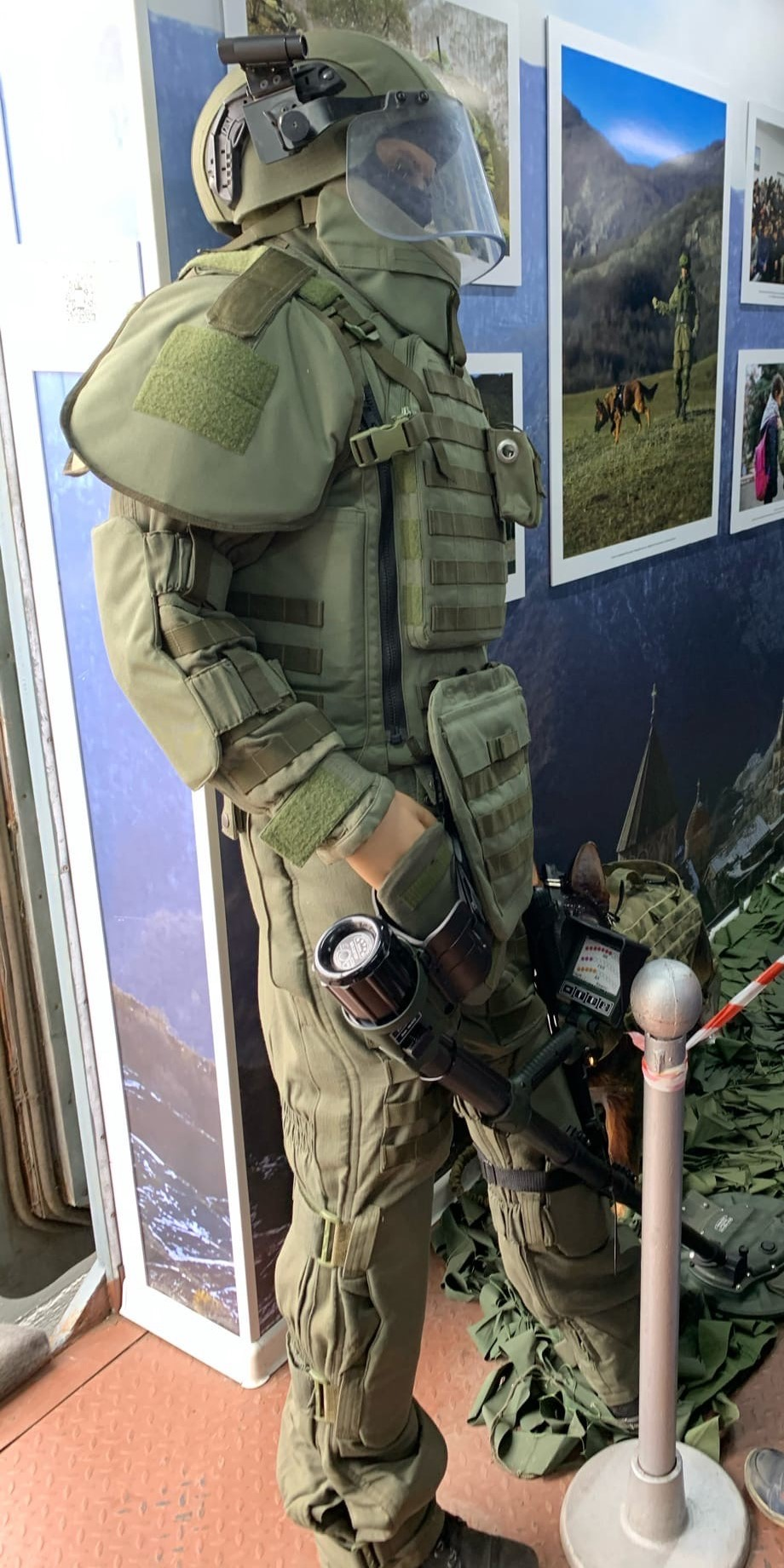
Moderne Pionierausrüstung

In der Schweizer Armee wurden zum 1. Januar 2004 die bis dahin zum Militäreisenbahndienst gehörenden Fahrleitungs- und Eisenbahnsappeure zu Sappeuren zusammengefasst und den Pionieren (dort „Genie“ genannt) zugeteilt.

### British Army
Bei der British Army (den britischen Landstreitkräften) wird das Pionierkorps (Corps of Royal Engineers) auch „The Sappers“ genannt, außerdem ist „Sapper“ der Dienstgrad bzw. die Anrede für Angehörige der Royal Engineers mit dem Rang Private (dt. Soldat).

## Sappeure als Ursprung der Feuerwehr in Frankreich
Im napoleonischen Frankreich übernahmen Sappeureinheiten auch Aufgaben des Brandschutzes. Die Sappeurkompanie der Kaisergarde war z. B. auch Feuerwehr im Schloss Fontainebleau. Daher sind in Frankreich einige Berufsfeuerwehren (z. B. die von Paris) formal der Armee zugehörig, etwa ein Viertel der Berufsfeuerwehrleute gehören dem Militär an. Der französische Name der Feuerwehr (sapeurs-pompiers) leitet sich von diesen militärischen Wurzeln ab.